# Sonata za dvije violine (Kocakov)
Sonata Intimus (1951.) jedina je sonata za dvije violine u hrvatskoj glazbenoj riznici. Stilski pripada klasičnoj moderni.

## Nastanak
Nastala je za vrijeme skladateljevog boravka u Stubičkim Toplicama zbog ozbiljne bolesti. Nedostajao mu je njegov prijatelj od pouzdanja (lat. intimus), doktor prava Mirko Lešić (Lastovo, 1909. - Zagreb, 1984.), s kojim je često svirao skladbe za dvije violine. Prisjećajući se zajedničkog muziciranja, komponirao je ovu sonatu i posvetio mu je. Sonata je očito uspomena na te trenutke kada su dva majstora svirala i vodila u muzičkom zanosu svoj dijalog. (Ipak, nije isključena mogućnost da je Sonata Intimus posvećena violinistu i skladatelju Ladislavu Miranovu, s kojim je - kao i s drugim glazbenicima češkog podrijetla – Kocakov održavao prijateljske odnose). Kocakov je sonatu komponirao koristeći se jedino svojom violinom, jer nije imao na raspolaganju klavir. Budući da u toplicama nije mogao nabaviti ni nove listove papira, bio je sve prisiljen pisati, brisati i mijenjati na jednim te istima. Po povratku u grad [Zagreb]], ispisao je čistopis, unijevši u notni tekst tek neznatne promjene te mnogo dinamičkih i ponešto drugih oznaka.
Skladba po nadnevku nastanka datira u razdoblje u kojemu se Kocakov više nije bavio glazbom profesionalno.

## Analiza
Glazba 20. stoljeća je jedinstvena u protoku povijesti Zapada po svom pluralizmu, eklekticizmu, polistilizmu. Skladatelji su počinjali isprobavati više osobni i individualni pristup glazbenom stvaranju, formirajući vlastite mikrokozmose. Više ne bivajući vezani za pravila određena jednim glazbenim pristupom, prilagodili su zvuk tako da pristaje njihovim osobnim gledištima i
preferencama. 
Istina 20. stoljeća je kompleksna. Ovo grananje također je uključivalo mnogo stilskih crossovera i unakrsnih utjecaja. Dijeljenje tih stilova u razlučive cjeline je umjetno; neke je skladatelje naprosto nemoguće uredno kategorizirati. Važno je razumjeti da su tek nekoliko, ako i jedan skladatelj, koristili bilo koji od ovih mikrokozmosa u svojoj cjelokupnoj stvaralačkoj produkciji. U najboljem duhu 20. stoljeća, oni bi pobirali i izabirali stilska obilježja, i mijenjali privrženost u toku svojih karijera, uzimajući u obzir samo one elemente koji su predstavljali njihovu viziju u vrijeme skladanja. 
Prvi dojam koji Sonata Intimus ostavlja u kontaktu s interpretom jest asketska jednostavnost notnog zapisa. Koncentriranog interesa nad glazbenom esencijom, pisana u pomalo minimalističkoj maniri (reduciranje broja nota koje nisu neophodne za ostvarenje glazbene zamisli, sažimanje glazbenih misli na pregnantne motive, često ponavljanje fraza, figura, motiva prepoznatljivih ritmičkih obrazaca i njihovo postupno transformiranje, procesualno nadovezivanje, fazno izmjenjivanje), nije složena u pogledu tehnike, no njena dublja, misaona dimenzija vjerno reflektira autorova suptilna proosjećanja koja rezultiraju zahtjevnim sadržajem od kojega izričaj traži zrelog interpretatora, i time jasno odudara od osnovne ideje minimalista. Djelo Kocakovovo utoliko ima obilježja apstrakcije jer je išlo ispred i mimo publike, približavajući se motivu želeći zabilježiti njegovu
bit, a produkt toga su glazbeni prizori koji kao da oslikavaju 'iznutra', jednu zamišljenu duhovnu dimenziju motiva u kojoj on interagira s autorovim duhovnim svijetom, i alterira se sukladno vibracijama njegovih emocija. U tom umjetničkom postupku Kocakov ipak ne nadvisuje vanjski svijet i ne nadrasta njegovu skučenu klasičnu tradiciju (za razliku, Sergey Prokofiev je u svojoj sonati bio nešto uspješniji u tome), već 'zapisu u vremenu' čistih likovnih vrijednosti (zvukovi, šumovi, boje, vibracije, intenzitet, ritam, itd.) dodjeljuje, pod utjecajem neoklasicizma, jasno prepoznatljive elemente iz te tradicije. I premda je time narušio izvornu inspirativnost prvorođenih zamisli, podešavajući ih, pri prenošenju iz apstraktnog područja misli na papir, prema formalnim zakonima 'dobre stare tradicije', postigao je određenu stabilnost i preglednost, koje one u svojoj nesputanoj, autohtonoj izvornosti,vjerojatno nisu odražavale. Promišljanja o uspješnosti Sonate Intimus i proizlaze iz ove problematike, jer su skladatelji koji su pisali pod utjecajem neoklasicizma posuđivali glazbene elemente različitih stilova iz dugačkog vremenskog raspona, te se nije rijetko događalo da nisu uspjeli ostvariti stilski ujednačenu kompoziciju, u kojoj se ti elementi skladno slažu jedni s drugima. Ipak, to u njenome slučaju ne bi trebalo predstavljati problem, jer ne pripada neoklasicizmu, već samo nosi neka njegova obilježja. Ona je polientitetna, kao i brojna druga djela koja stilski pripadaju između dva rata, a predominantna svojstva na kojima se temelji njena originalnost su ona impresionizma, koja nažalost, zbog podređenosti sadržaja neoklasičnim formama, na nekim mjestima dolaze premalo do izražaja. Koliko je očit utjecaj impresionizma kad sagledamo neka njegova obilježja: Izražavanje sugestijama i atmosferom, a izbjegavanje emocionalnih ispada romantizma. Prikazivanje 'ideje' jednog objekta, radije no objekta samog; gdje svijetlo i boja, radije no linija i oblik, određuju sliku. Također je snažna veza sa simbolizmom.. Slikovito rečeno, impresionizam je kao prekapanje uspomena pri kojemu detalji ustupaju pred općim dojmovima. Melodije su često nepravilne u oblikovanju fraza, i uglavnom vrlo motivičke po prirodi. No, iskusnom slušatelju najvažnije impresionističko obilježje Sonate Intimus, koje je možda trebalo najprije no najposlije istaknuti, jest oslobođenje od kontrapunkta. Ta važna definirajuća značajka klasičnog razdoblja, prestaje biti kanon; to je jedna od najvećih revolucija 20. stoljeća, i zaista uzrokuje zaključno odrješenje od prošlosti.
Time su glazbi otvorena vrata budućnost, a u skladu s duhom demokracije.. Zahvaljujući svojoj dalekovidnosti, Kocakov je u Sonati Intimus uspio očuvati barem nešto od one nesputane, autohtone izvornosti prvorođenih zamisli, te ju istovremeno učinio sudionikom te nositeljem duha te revolucije. 
I na kraju, neke karakteristične atmosfere i geste u Sonati Intimus moglo bi se prepoznati u bojama, potezima kista te tematskim obilježjima slika koje je Drago Kocakov naslikao u tome razdoblju: Više nije slikao samo stari grad, intiman i već po tome privlačan motiv, nego je još češće zahvaćao u nove predjele grada, bilježio susrete starih i novih oblika. Više nije birao samo 'čistu prirodu', nego je često slikao prirodu u kojoj je čovjek posredovao. Industrijske interpolacije ovdje se skladno uklapaju u krajolik i djeluju poetično. Zanimljivi su također njegovi pogledi s prozora, pogledi ne vodoravni nego u dubinu. To su slike čudne skladbe i neuobičajene perspektive..

## Obilježja
Originalnost Sonate Intimus zasniva se na kršenju formalnih pravila harmonije i kontrapunkta u cilju postizanja ravnoteže između dvije violine. Vrlo rječita kompozicija raznolikih ugođaja (polet, liričnost, sjeta, strast). 

## Revizije
Prvu reviziju napravio je glazbeni aranžer, skladatelj i violinist prof. Radovan Pablo Tarbuk. Drugu reviziju napravio je skladatelj i violist prof. Miroslav Miletić, no ta verzija nije doživjela izdanje zbog prekida suradnje od strane s kojom je surađivao na tom projektu. 

## Srodni članci
Kompozicije za dvije violine